# Paul Davidson
Pour les articles homonymes, voir Davidson.
Paul Davidson, né le 23 octobre 1930 et mort le 20 juin 2024, est un macroéconomiste américain réputé pour être l'une des figures éminentes de l'école américaine des post-keynésiens[réf. nécessaire].

## Biographie
Paul Davidson est né le 23 octobre 1930 à New York. Il fut diplômé en économie de l'université de New York (1955) et reçu comme docteur à l'université de Pennsylvanie (1959). Il a enseigné la macroéconomie dans plusieurs universités et est professeur émérite à l'université du Tennessee.

## Travaux économiques
Paul Davidson est présent sur le front des débats macroéconomiques depuis le début des années soixante pour défendre la pensée keynésienne contre les attaques monétaristes et contre la dilution de cette pensée par les auteurs de la synthèse néo-classique.

### La rupture keynésienne
La Théorie générale de Keynes a révolutionné la pensée économique. Paul Davidson discerne chez ses contemporains une tentation du retour en arrière. Selon lui, Keynes avait rejeté trois postulats de l’économie classique:
1. l’axiome de la substituabilité brute entre les produits et les actifs non reproductibles.
2. l’« axiom of reals » selon lequel seules les valeurs réelles influencent les agents, à l’exclusion des valeurs nominales.
3. la vision d’un monde ergodique (cf. infra).

Paul Davidson reproche à ce qu'il appelle la « mainstream macroeconomic theory » de vouloir les réintroduire, ce qui remettrait en selle la loi de Say. Keynes avait critiqué l'idée d'une substituabilité entre les actifs non reproductibles et les biens reproductibles : l’épargne excessive ferait croître la demande des premiers et la hausse de leur prix qui s’ensuivrait détournerait les épargnants vers la reprise de la consommation ; raisonnant ainsi, les économistes se mettent dans l’impossibilité d’expliquer la persistance du sous-emploi.

### L'incertitude et la monnaie
Paul Davidson insiste de façon répétée sur la place essentielle de l’incertitude dans l’économie réelle et dans la théorie keynésienne. Après Keynes, les économistes néoclassiques ont commencé à s’intéresser à l’incertitude, mais leur conception de l’incertitude émousse celle-ci en la réduisant à une distribution de probabilité que les agents connaissent. Paul Davidson l'oppose à la "true uncertainty". Il préconise une conception de l'incertude « non ergodique » c'est-à-dire dans laquelle la connaissance du comportement passé n’offre pas le pouvoir statistique de prévoir le comportement futur. Entre les prémisses d’une action économique et ses conclusions s’écoule un laps de temps pouvant être long, qui nous conduit, selon les termes de Davidson, « d’un passé irrévocable à un futur incertain »
Paul Davidson se gausse des circonvolutions des économistes néo-classiques pour définir la monnaie et surtout pour expliquer son existence et son utilisation. Sans l’incertitude, la monnaie est incompréhensible. Il cite Keynes : « notre désir de détenir de la monnaie comme réserve de richesse est le baromètre du degré de nos doutes relatifs à nos propres calculs et conventions concernant le futur ».
La monnaie n’est pas détachée du reste de l’économie comme un accessoire qui s’ajoute à un système de troc. Ce n’est pas la monnaie qu’il faut expliquer mais l’économie monétaire dont le caractère essentiel est le contrat monétaire, dans lequel la monnaie sert d’unité de compte et est acceptée comme contrepartie valable dans l’échange. Chaque partie connaît ainsi le poids des droits et obligations futurs qui naissent de ses contrats. La monnaie réduit l’incertitude à laquelle sont soumis les contractants. Paul Davidson remarque l’importance du rôle de l’Etat et du droit dans ce système.

### Le salaire nominal
Davidson souligne le statut particulier du salaire nominal. Dans le système walrassien, le niveau absolu des prix est indéterminé, car le marché du travail est traité comme les autres marchés. Or le salaire n’est pas le fruit du tâtonnement walrassien, il est l’objet de négociations collectives et de règlementations ; ces négociations portent sur le salaire nominal. Un modèle économique réaliste traiterait le salaire nominal comme une donnée exogène. Grâce à lui, le niveau général des prix devient déterminé, car tous les autres prix s’ajustent en fonction de lui.
En conséquence de l’exogénéité du salaire nominal, la capacité de la politique monétaire de contrôler le niveau des prix est condamnée à rester limitée.

### La monnaie endogène
La question de savoir si les variations de la masse monétaire sont une cause ou un effet de l’activité économique réelle hante l’économie politique depuis ses débuts, comme l’attestent les débats entre le currency principle et le banking principle. Selon Paul Davidson, ce sont deux questions qui sont posées de façon sous-jacente:
1. Quel est le degré d’élasticité de l’offre de monnaie par rapport au taux d’intérêt ?  Beaucoup d’économistes, dont Keynes, dessinent l’offre de monnaie comme une droite verticale, la considérant comme parfaitement inélastique, parce qu’exogène. Dans ce cas, une variation de la demande de monnaie affectera le taux d’intérêt mais pas la masse en circulation. Il est également possible de dessiner cette courbe croissante, les banques étant plus motivées à prêter lorsque le taux d’intérêt est élevé. Certains économistes la dessinent même parfaitement élastique. On les appelle les « horizontalistes » ; Paul Davidson cite Nicholas Kaldor comme exemple. Dans ces deux derniers cas, une variation de la demande modifie la quantité de monnaie en circulation et dans le dernier cas, elle est sans effet sur le taux d’intérêt.
2. L’offre de monnaie, est-elle indépendante de la demande ?   Un déplacement de la courbe de demande de monnaie, entraîne-t-il par lui-même un déplacement de la courbe d’offre ? Ce critère de distinction et le précédent ne se recouvrent pas exactement : on pourrait concevoir une offre verticale mobile sur l’axe horizontal comme on peut imaginer une offre oblique ou horizontale rigide. En définitive, l’offre de monnaie ne sera exogène qu’au prix de conditions très restrictives : elle doit être à la fois parfaitement verticale et indépendante de la demande.

D’après Paul Davidson, l’économie réelle présente une combinaison de situations où l’activité productive cause une création monétaire endogène et de situations où des décisions de l’autorité monétaire causent une création monétaire exogène.